# بوبا سنگاره
بوبا سنگاره (انگلیسی: Buba Sangaré؛ زادهٔ ۶ اوت ۲۰۰۷) بازیکن فوتبال اهل اسپانیا است که در حال حاضر برای باشگاه فوتبال آ.اس. رم بازی می‌کند.

## دوران ملی
وی همچنین در تیم‌های ملی فوتبال زیر ۱۵ سال اسپانیا، زیر ۱۶ سال اسپانیا، زیر ۱۷ سال اسپانیا و زیر ۱۹ سال اسپانیا بازی کرده است.

## دوران باشگاهی
سنگاره متولد الچه از والدین اهل مالی است. بوبا سنگاره در سپتامبر ۲۰۱۸ به سیستم جوانان باشگاه فوتبال لوانته پیوست. پس از پیشرفت در رده جوانان و تغییر بین تیم‌های لوانته و باشگاه وابسته پاتاسونا، او در نوامبر ۲۰۲۳ شروع به تمرین با تیم اول تحت هدایت سرمربی خاویر کایخا کرد.
در ۶ دسامبر ۲۰۲۳، قبل از اینکه حتی برای تیم ذخیره لوانته به میدان برود، بوبا سنگاره با شروع در یک باخت خانگی ۱–۰ به آموربیتا، در کوپا دل ری ۲۰۲۴–۲۰۲۳، دوران حرفه‌ای خود را آغاز کرد؛ در سن ۱۶ سال و چهار ماه، او جوان‌ترین بازیکنی شد که اولین بازی خود را برای باشگاه انجام داد. او همچنین دو بازی دیگر برای تیم اول لوانته در لیگ انجام داد.
در ۱ ژوئیه ۲۰۲۴، بوبا سنگاره با مبلغی نامشخص به باشگاه ایتالیایی رم پیوست. که گزارش شده است در حدود یک و نیم تا دو یورو میلیون باشد.